# 弹性蛋白酶

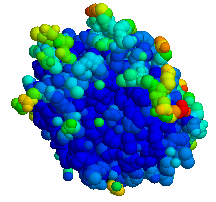
弹性蛋白酶的空间填充模型。

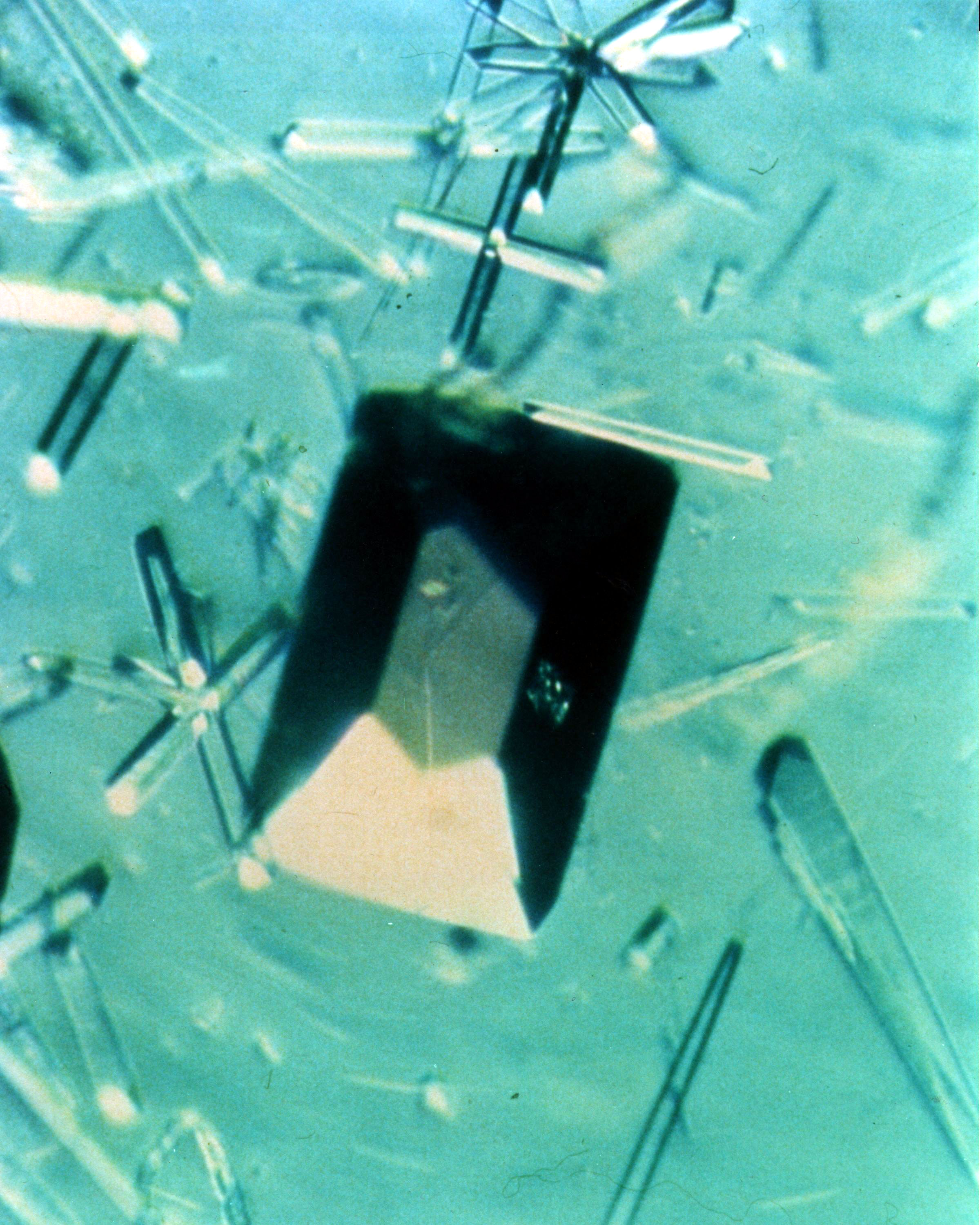
猪弹性蛋白酶的晶体。

弹性蛋白酶（英语：Elastase）也称彈性酶，在分子生物学中是一种来自蛋白酶类的酶，可以分解蛋白质。弹性蛋白酶属于一种丝氨酸蛋白酶，是水解酶类的一种

## 形成和分类
弹性蛋白酶存在八个人类基因：
| 家族         | 基因符号 | 基因符号 | 蛋白质名称                           | 蛋白质名称         | EC编号       | 分子式                     |
| 家族         | 被认证   | 先前     | 被认证                               | 先前               | EC编号       | 分子式                     |
| ------------ | -------- | -------- | ------------------------------------ | ------------------ | ------------ | -------------------------- |
| 胰弹性蛋白酶 | CELA1    | ELA1     | 胰凝乳蛋白酶样弹性蛋白酶家族，成员1  | 弹性蛋白酶1, 胰腺  | EC 3.4.21.36 | C1195H1834O393N328S10      |
| 胰弹性蛋白酶 | CELA2A   | ELA2A    | 胰凝乳蛋白酶样弹性蛋白酶家族，成员2A | 弹性蛋白酶2A, 胰腺 | EC 3.4.21.71 | C1144H1757O344N325S10      |
| 胰弹性蛋白酶 | CELA2B   | ELA2B    | 胰凝乳蛋白酶样弹性蛋白酶家族，成员2B | 弹性蛋白酶2B, 胰腺 | EC 3.4.21.71 | C1142H1745O351N313S13      |
| 胰弹性蛋白酶 | CELA3A   | ELA3A    | 胰凝乳蛋白酶样弹性蛋白酶家族，成员3A | 弹性蛋白酶3A, 胰腺 | EC 3.4.21.70 | C1235H1855O370N321S11      |
| 胰弹性蛋白酶 | CELA3B   | ELA3B    | 胰凝乳蛋白酶样弹性蛋白酶家族，成员3B | 弹性蛋白酶3B, 胰腺 | EC 3.4.21.70 | C1207H1825O377N321S11      |
| 胰凝乳蛋白酶 | CTRC     | ELA4     | 胰凝乳蛋白酶C                        | 弹性蛋白酶4        | EC 3.4.21.2  | C1252H1945O395N339S11      |
| 中性粒细胞   | ELANE    | ELA2     | 中性粒细胞弹性蛋白酶                 | 弹性蛋白酶2        | EC 3.4.21.37 | C1220H1952O390N356S12      |
| 巨噬细胞     | MMP12    | HME      | 巨噬细胞金属弹性蛋白酶               | 巨噬细胞弹性蛋白酶 | EC 3.4.24.65 | C1978H2912O562N506S7Ca4Zn2 |

一些细菌（包括铜绿假单胞菌）也会产生弹性蛋白酶。在细菌中，弹性蛋白酶被认为是一种毒力因子。

## 作用
弹性蛋白酶可分解弹性蛋白（一种弹性纤维，与胶原蛋白一起决定了结缔组织的性能）。中性粒细胞形式可分解大肠杆菌和其他革兰氏阴性菌的外膜蛋白A（OmpA）。弹性蛋白酶还具有分解志贺氏菌毒力因子的重要免疫学作用。这是通过切割目标蛋白质中的肽键来实现的。被切割的特定肽键是在那些小的疏水性氨基酸如甘氨酸、丙氨酸和缬氨酸的羧基侧的肽键。

## 人类弹性蛋白酶在疾病中的作用

### A1AT
弹性蛋白酶被急性期蛋白α1-抗胰蛋白酶（A1AT）抑制，它几乎不可逆地与弹性蛋白酶和胰蛋白酶的活性位点结合。A1AT通常由肝细胞分泌到血清中。α1-抗胰蛋白酶缺乏症（A1AD）导致弹性蛋白酶不受抑制地破坏弹性纤维，主要结果是肺气肿。

### 周期性中性粒细胞减少症
罕见疾病周期性中性粒细胞减少症是一种体染色体显性遗传病，其特征是中性粒细胞的数量在21天内波动。在嗜中性白血球低下期间，患者有感染的风险。1999年，这种疾病被认为与ELANE基因的紊乱有关。其他形式的先天性中性粒细胞减少症似乎也与ELANE的突变有关。

### 其他疾病
在有抗体的情况下，中性粒细胞弹性蛋白酶是导致大疱性类天疱疮这种皮肤病的原因。它还可能在腹主动脉瘤（AAA）和慢性阻塞性肺病（COPD）的形成中发挥作用。

## 细菌弹性蛋白酶在疾病中的作用
弹性蛋白酶已被证明可以破坏紧密连接，对组织造成蛋白水解损伤，分解细胞因子和α蛋白酶抑制剂，切割免疫球蛋白A和G（IgA，IgG），并切割C3bi（补体系统的一个组成部分）和CR1（中性粒细胞上另一种参与吞噬作用的补体分子的受体）。IgA、IgG、C3bi和CR1的裂解有助于降低中性粒细胞通过吞噬作用杀死细菌的能力。所有这些因素共同促成了人类病理学。